# Etienne-Auguste-Germain Loosdregt
Etienne-Auguste-Germain Loosdregt (Saint-Pol-sur-Mer, 2 maggio 1908 – Lablachère, 13 novembre 1980) è stato un vescovo cattolico e missionario francese.

## Biografia
Fu ordinato sacerdote per i Missionari oblati di Maria Immacolata il 16 luglio 1933.
Il 13 marzo 1952 fu nominato vicario apostolico di Vientiane e contemporaneamente eletto vescovo titolare di Amaura.
Fra il 1962 ed il 1965 fu padre conciliare, e prese parte a tutte e quattro le sessioni del Concilio Vaticano II.
Dal 1964 al 1978 fu presidente della Conferenza episcopale del Laos e della Cambogia.
Il 22 maggio 1975 si dimise dall'incarico di vicario apostolico e gli successe Thomas Nantha, che già lo affiancava alla guida della diocesi dal 25 aprile 1974 come vescovo ausiliare.
Morì il 13 novembre 1980.

## Genealogia episcopale e successione apostolica
La genealogia episcopale è:
- Patriarca Eliya XII Denha
- Patriarca Yukhannan VIII Hormizd
- Vescovo Isaie Jesu-Yab-Jean Guriel
- Arcivescovo Augustin Hindi
- Patriarca Yosep VI Audo
- Patriarca Eliya XIV Abulyonan
- Patriarca Yosep Emmanuel II Thoma
- Vescovo François David
- Arcivescovo Antonin-Fernand Drapier
- Vescovo Etienne-Auguste-Germain Loosdregt, O.M.I.

La successione apostolica è:
- Vescovo Alessandro Staccioli, O.M.I. (1968)